# Winkelman (Arizona)
Winkelman és un poble dels Estats Units a l'estat d'Arizona. Segons el cens del 2007 tenia 433 habitants.

## Demografia
Segons el cens del 2000, Winkelman tenia 443 habitants, 160 habitatges, i 112 famílies La densitat de població era de 237,6 habitants/km².
Dels 160 habitatges en un 30,6% hi vivien nens de menys de 18 anys, en un 46,9% hi vivien parelles casades, en un 15,6% dones solteres, i en un 29,4% no eren unitats familiars. En el 26,3% dels habitatges hi vivien persones soles l'11,9% de les quals corresponia a persones de 65 anys o més que vivien soles. El nombre mitjà de persones vivint en cada habitatge era de 2,77 i el nombre mitjà de persones que vivien en cada família era de 3,35.
Per edats la població es repartia de la següent manera: un 29,3% tenia menys de 18 anys, un 9,9% entre 18 i 24, un 21,2% entre 25 i 44, un 25,1% de 45 a 60 i un 14,4% 65 anys o més.
L'edat mediana era de 37 anys. Per cada 100 dones de 18 o més anys hi havia 92 homes.
La renda mediana per habitatge era de 25.455 $ i la renda mediana per família de 38.250 $. Els homes tenien una renda mediana de 34.583 $ mentre que les dones 17.250 $. La renda per capita de la població era de 10.506 $. Aproximadament el 20% de les famílies i el 27,2% de la població estaven per davall del llindar de pobresa.

## Poblacions més properes
El següent diagrama mostra les poblacions més properes.